# The Sufferer & the Witness
The Sufferer & the Witness es el cuarto álbum de la banda Rise Against, el cual fue lanzado el 4 de julio de 2006. Fue el segundo lanzamiento bajo el sello de Geffen Records, seguido del álbum Siren Song of the Counter Culture del 2004. El disco vendió 48 000 copias en su primera semana, debutando en la posición #10 en el Billboard 200.

## Producción y lanzamiento
The Sufferer & the Witness fue grabado en The Blasting Room en Fort Collins (Colorado) con el productor Bill Stevenson. Las sesiones de grabación y escrito del álbum duraron de enero a abril del 2006.
El álbum se lanzó el 4 de julio de 2006 y alcanzó la posición #10 en el Billboard 200, la posición más alta de la banda en ese entonces. El álbum recibió buenas críticas mientras que los sencillos «Ready to Fall», «Prayer of the Refugee», «The Good Left Undone», «Behind Closed Doors», y «The Approaching Curve» (sólo para radio) le valió a Rise Against su mayor difusión a la fecha. La canción «Survive» de este álbum fue elegida para estar en el videojuego WWE Smackdown! vs Raw 2007 como tema de fondo.
También, la canción «Injection» aparece en el juego de Collin McRae Dirt 2.

## Lista de canciones
1. «Chamber the Cartridge» – 3:34
2. «Injection» – 3:19
3. «Ready to Fall» – 3:48
4. «Bricks» – 1:30
5. «Under the Knife» – 2:45
6. «Prayer of the Refugee» – 3:19
7. «Drones» – 3:02
8. «The Approaching Curve» – 3:45
9. «Worth Dying For» – 3:19
10. «Behind Closed Doors» – 3:15
11. «Roadside» – 3:21
12. «The Good Left Undone» – 3:01 (4:11 si se incluye una parte de guitarra al final)
13. «Survive» – 3:40 (4:42 si se incluye el riff al principio)

Hay una porción de guitarra entre «The Good Left Undone» y «Survive» que es agregada al final de la primera canción o al inicio de la segunda, dependiendo del disco.
- Bonus tracks - varían según la edición
  - «Built to Last» (cover de Sick Of It All) – 1:53
  - «Boy's No Good» (cover de Lifetime) – 1:18
  - «But Tonight We Dance» – 2:48

## Curiosidades
- La canción Prayer of the Refugee aparece en Guitar Hero III: Legends of Rock y Rock Band

## Personal
| Rise Against - Tim McIlrath – voz, guitarra rítmica - Chris Chasse – guitarra líder, coros - Joe Principe – bajo, coros - Brandon Barnes – batería Músicos adicionales - Chad Price – voz - Emily Schambra – voz - Andrea French - violonchelo | Producción - Bill Stevenson – productor, ingeniero - Jason Livermore – productor, ingeniero - Andrew Berlin – aingeniería adicional - Johnny Schou – aingeniería adicional - Chris Lord-Alge – mezclas - Ted Jensen – masterización - Andrew Berlin, Christopher Jak y Johnny Schou – arreglos de piano |